# 春香院
春香院（1580年6月18日—1641年12月22日），本名前田千世，前田利家六女，母親為正室芳春院。1597年時，經過豐臣秀吉的斡旋，讓千世姬和細川忠興的嫡子細川忠隆結婚，兩人之間生有一個兒子熊千代（於1604年夭折）。
1600年發生關原之戰，在開戰之前的七月，石田三成要求忠興的妻子明智玉子（洗禮名伽羅奢）做人質，玉子不從，被家臣協助殺害自己身亡。千世趁亂逃出細川邸，前往鄰近的宇喜多邸，接受姊姊豪姬（宇喜多秀家的正妻）的保護。結果戰爭結束後，忠興非常憤怒，要求忠隆跟千世離婚。但忠隆拒絕休妻，還到妻子的哥哥前田利長那裡請求幫助。結果惹怒父親，在1604年遭到廢嫡的處分，之後依靠已隱居的祖父細川幽齋住在京都，改名為長崗休無，以文藝自娛，直至去世。千世和忠隆的四個女兒都於1605年至1609年之間生於京都，其中長成人的兩個嫁給京都的貴族西園寺家和久世家（這兩家因而得到忠隆的遺產的一部分）。忠隆還有兩個兒子，後來應本家熊本藩主之召回到熊本，成為細川家臣長崗內膳家，但這兩個兒子不是千世所生。
約於1611年，千世回到加賀的前田家，改嫁給家臣村井長賴之子村井長次，兩人之間沒有生育。長次在1613年時過世，千世領養了一個兒子繼承村井家，直到1641年才過世，葬在金澤的野田山墓地，法名「春香院」。

## 注
1. ↑  過去人們往往單純地認為，忠興對千世拋棄她的婆母單獨出逃感到氣憤，所以命兒子休掉她。而事實遠非這么簡單。首先，明智玉子是明智光秀的女兒，在光秀被殺後，忠興仍然不肯與妻子離婚，僅僅把妻子幽閉在味土野，直至得到豐臣秀吉的赦免，二人團聚。既然自己也曾有這一段經歷，那忠興爲什麽不能體諒兒子兒媳的難處？而且千世的事在1600年，而忠隆直到1604年才公開被父親廢黜。時隔四年之久，兩者之間有無必然的因果關係？現在學界的通說是，當時德川幕府剛剛建立，許多大名都成為其打擊立威的對象。而細川家既非德川家的譜代舊臣，又擁有相當大的領土，而忠隆和千世這段聯繫大領主細川家和前田家的婚姻就更為幕府所不容。爲了討好德川家以保細川家的平安，忠興才決定斷絕和前田家的關係，但兒子又不理解他的苦心，使得他異常憤怒。而且後來忠隆的二弟興秋也被廢黜，最終繼承熊本藩的是自幼隨侍在德川秀忠身邊并深得德川家上下歡心的三弟細川忠利。細川忠利更加發展和德川家的關係，娶秀忠的養女為妻。從所有的這一切，都可以看出細川忠興易儲的真實原因。